# Naranjo de Bulnes
El Naranjo de Bulnes (en asturiano, Picu Urriellu) es un pico calizo de origen paleozoico situado en el Macizo de los Urrieles en los Picos de Europa, en Bulnes, Asturias (España). Administrativamente, el Naranjo de Bulnes se encuentra situado en el concejo asturiano de Cabrales y dentro del parque nacional de Picos de Europa.
Tiene una altitud de 2519 m y, aunque no se trate del pico más alto de la cordillera Cantábrica, puede ser considerado como uno de sus montes más conocidos, así como una de las cumbres emblemáticas de España. Destaca desde el punto de vista de la escalada en grandes paredes, especialmente por los 550 metros de pared vertical de su cara oeste. En su base se encuentra la Vega de Urriellu, un valle de origen glaciar cuaternario.

## Toponimia
La primera referencia escrita al Pico Urriellu como «Naranjo de Bulnes» se debe al ingeniero y geólogo alemán Guillermo Schulz, que en 1855 editó el primer mapa topográfico y geológico de Asturias. En los bocetos que se conservan de dicho mapa se puede ver que en principio, se escribe correctamente «Urriellu» para posteriormente tachar las letras finales dejándolo en «Urriel», volver luego a «Los Urrieles» y agregar por fin «Naranjo de Bulnes».  Este croquis se puede consultar en el número de junio de 1973 de «Torrecerredo», en el que don Patricio Adúriz publicó la fotocopia de dicho croquis original de Schulz. Sobre el origen incierto de esta denominación hay hipótesis que especulan con la posibilidad de que el término «Naranjo» suponga la corrupción del milenario «Naranco», al igual que otros defienden que tal vez sea debido al color anaranjado de la piedra caliza de la que está formado, por los minerales de la región.

## Escaladas históricas

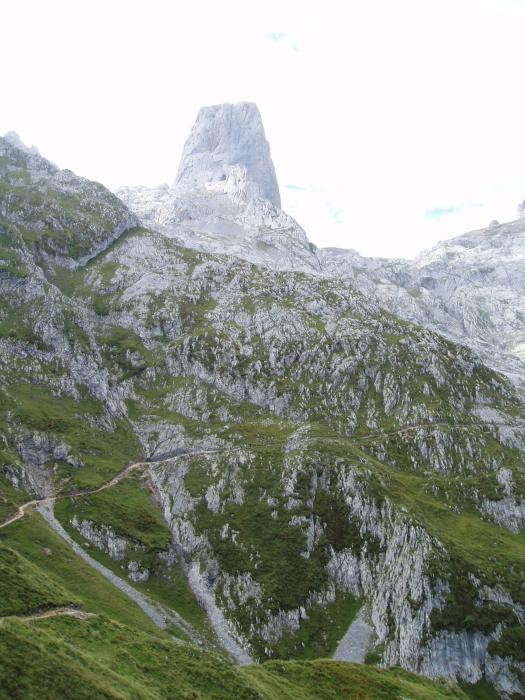
El pico, desde el Collado Vallejo (2003)

### Primeras escaladas
La primera escalada se llevó a cabo por su cara norte (por la conocida actualmente como Vía Pidal-Cainejo) el 5 de agosto de 1904 por Pedro Pidal y Bernaldo de Quirós, Marqués de Villaviciosa de Asturias, acompañado por el pastor Gregorio Pérez Demaría «El Cainejo», natural del pueblo de Caín (León). El doctor en geología y experimentado alpinista alemán Gustav Schulze llevó a cabo la segunda ascensión al Urriellu el 1 de octubre de 1906, también por la cara norte, en la que fue la primera ascensión en solitario del pico. Fue también el primero en usar clavijas para descender en rápel por la cara sur. Acostumbrado a las largas paredes de los Alpes y Dolomitas, calificó esta escalada como corta y difícil. Por la misma cara y ruta de Pidal, ascendió el 31 de agosto de 1916 Víctor Martínez Campillo, natural del cercano pueblo de Bulnes. En esta escalada Víctor recogió parte de la cuerda que Pedro y Gregorio habían dejado empotrada en la roca en su descenso de la cima. El 22 de septiembre de 1923 Víctor repite la misma ascensión.

### Década de 1920
El 19 de agosto de 1924, también Víctor Martínez Campillo abre una nueva ruta más sencilla y situada a la izquierda de la cara Sur, conocida como Vía Víctor. El 7 de julio de 1928 el montañero vizcaíno Andrés Espinosa asciende por la cara Sur en solitario y sin cuerda. Se trata de la segunda ascensión de estas características en el Picu, y la primera a nivel nacional. Un mes después, el 8 de agosto de 1928, Manuel Martínez Campillo (primo de Víctor) abre una nueva vía conocida como la del Paso Horizontal. Esta vía estaba situada a la derecha de la cara sur y pasa a ser una de las más utilizadas.

### Mediados del sigloxx
El 13 de agosto de 1944 dos hijos de Víctor Martínez (Alfonso y Juan Tomás) abren en la cara sur la que es conocida como «Vía Sur» o «Directa de los Martínez», una de las más utilizadas y seguras. El 23 de marzo de 1954 Antonio Moreno, Rafael Pellús, Máximo Serna y Agustín Faus, del Grupo de Alta Montaña de Peñalara, intentan la primera escalada invernal. El intento queda frustrado por la amenaza de avalanchas de nieve. El 8 de marzo de 1956 Ángel Landa Bidarte, perteneciente al Grupo Alpino Turista de Baracaldo, y Pedro Udaondo, del Grupo de Montaña Juventus de Bilbao, consiguen coronar el pico por primera vez en condiciones invernales. El 21 de agosto de 1962 los alpinistas aragoneses Alberto Rabadá y Ernesto Navarro ascienden al Pico por primera vez a través de la difícil cara oeste.

### Finales del sigloxx
El 8 de febrero de 1973 dos cordadas formadas por Miguel Ángel García Gallego («Murciano») y José Ángel Lucas en una, y César Pérez de Tudela y Pedro Antonio Ortega («Ardilla») en la otra, consiguen la primera invernal a la vía Rabadá y Navarro (cara oeste). Esta ascensión fue muy seguida por los medios, ya que esta invernal se había cobrado varias vidas y se realizaron rescates muy espectaculares. El 4 de septiembre de 2009 los hermanos Pou (Iker y Eneko) completaron en el Urriellu, tras ocho horas de actividad, la vía de escalada de paredes más difícil del mundo hasta entonces: la ruta Orbayu, con graduación 8c+/9a.

## Cómo llegar a la base

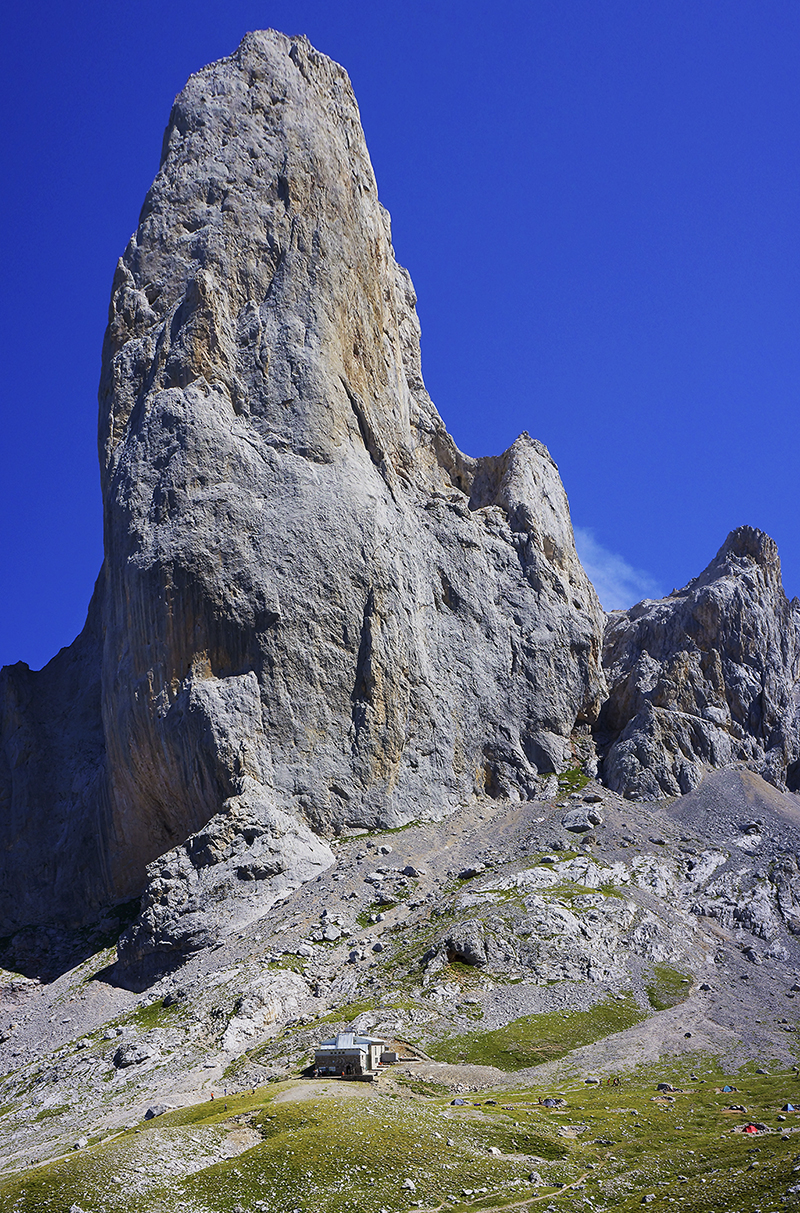
Pico Urriello con el refugio a sus pies

Existen muchas formas de alcanzar la zona de la Vega de Urriellu. Quizás la más sencilla consiste en dejar el coche en el pueblo de Sotres. Desde ahí, caminando por la pista existente, hay que dirigirse a los invernales de Cabao; después se cruza el río Duje y desde ahí se asciende prácticamente hasta el collado de Pandébano, donde finaliza la pista y comienza la senda. Una vez en la senda hay que remontar hasta el Collado de Pandébano, lugar desde donde ya se puede contemplar el Urriellu y, siguiendo la senda evidente, dirigirse a la majada de la Terenosa (donde se encuentra el refugio del mismo nombre). Desde esta zona se alcanza el Colláu Vallejo, donde la ruta vira al sur. A partir de ahí la ruta asciende zigzagueando hasta la Vega de Urriellu, donde está situado el refugio de Urriellu a 1960 metros de altitud.
El collado de Pandébano también se puede alcanzar desde el pueblo de Bulnes, al que solo se puede acceder mediante funicular o senda. Aunque la manera más directa de llegar a la Vega de Urriellu desde Bulnes sea a través de la canal de Balcosín y la majada de Camburero, por el contrario, esta senda es de mayor dificultad.

## Vías de escalada

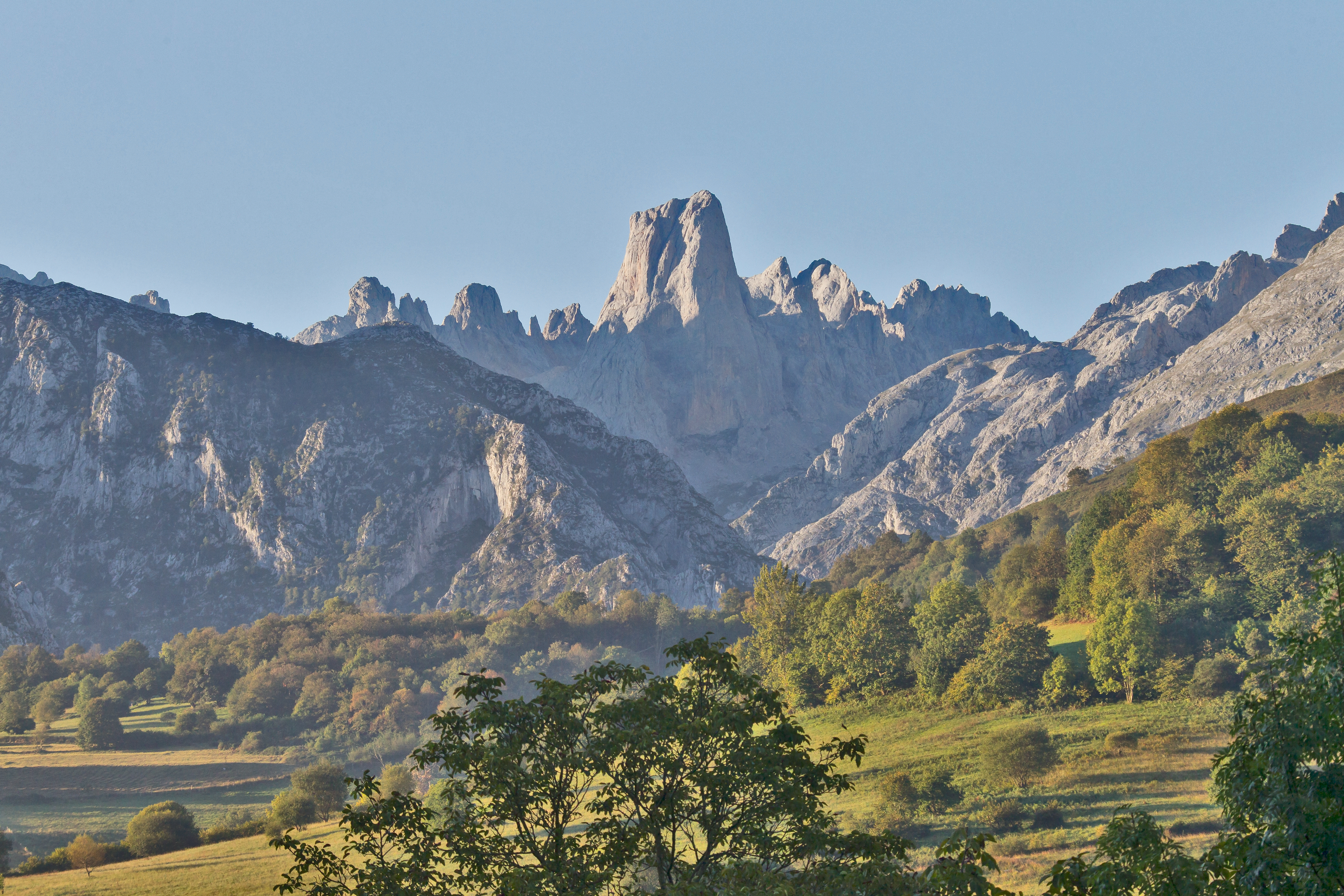
El Naranjo de Bulnes, desde el Mirador del Pozo de la Oración (Cabrales)

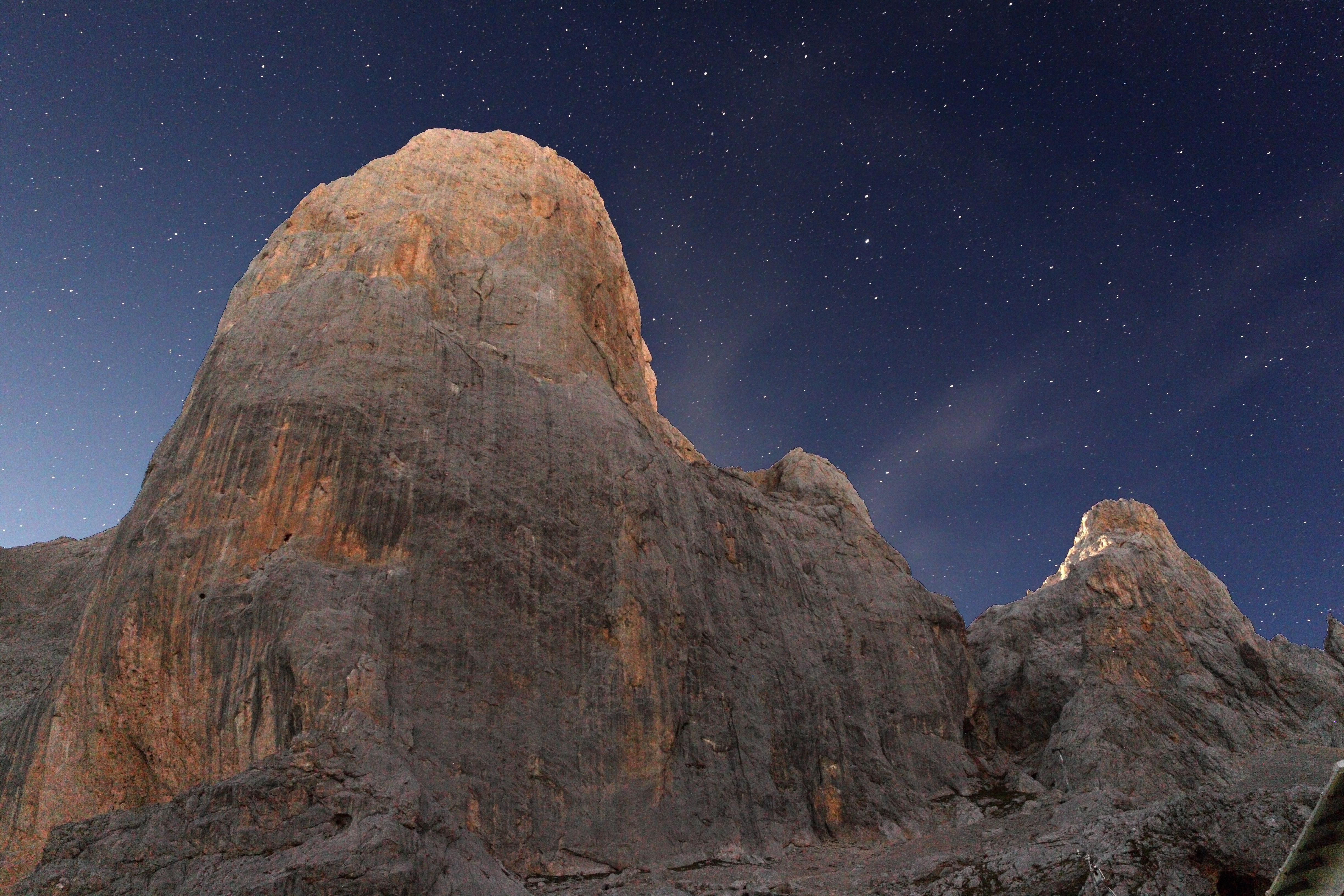
El Urriello a la luz de la Luna

Listado de las vías más importantes. Hay que tener en cuenta que estas, a su vez, disponen de variantes de entrada y/o de salida.
Cara oeste
- Rabadá y Navarro (750 m, MD+, 6a, A1 [6c+]).
- Leiva (500 m, 7a / [6b, A1]).
- Sagitario (200 m, 6b) abierta en septiembre de 1985 por Higinio Giraldo y Andrés Villar, (Villareto).
- Directísima (500 m, 7b / [6a, A2]).
- Murciana 78 (500 m, 7c+ / [6a, A2]).
- Mediterráneo (500 m, 6b, A3]).
- Pilar del Cantábrico (500 m, 8a+ / [6a, A2+]).
- Orbayu: La vía más difícil en escalada libre abierta hasta ahora en una montaña. La vía fue abierta por los hermanos Pou en septiembre de 2009 (500 m con dificultad de 8c+ y 9a en alguno de sus largos).[5][7]
- Sagitario, 200 m M.D. abierta por Higinio Giraldo y Andrés Villar (Villareto) en octubre de 1985.
- Galiciando, (500 m. E.D.), 6b+/A2, finalizada en septiembre de 2018 después de varias visitas trabajando la pared por Rubén Suárez, Ynma Regueiro y Andrés Villar, (Villareto)

Espolón Sur Oeste.
- Finisterrae, 160 m. M.D.Sup. máx. 6b. abierta por Jonay Pérez, Rubén Suárez y Andrés Villar, (Villareto)
- Luar, 165 m. M.D.Sup. 6B/A1, abierta en mayo de 2002 por Rubén Suárez y Andrés Villar (Villareto)

Cara norte
- Régil (700 m, V).
- Pidal-Cainejo (450 m, V) (primera ascensión al Naranjo, 5 de agosto de 1904).
- Pánico Terminal, 690 m, M.D.Sup., 6b, abierta en agosto de 1989, por Salvador Muñoz y Andrés Villar.
- La Diosa Turquesa, (1100 m, la más larga del Naranjo, V* 85°, escalada mixta, hielo / roca, 3.ª ruta abierta en invernal al Urriellu, es la combinación de varias rutas unidas hasta la misma cumbre de la montaña, abierta en febrero de 1990 por Salvador Muñoz y Andrés Villar (Villareto)
- Centenario, conmemoración de la primera escalada al Naranjo de Bulnes en 1904,, 670 m.  6b+/Aº, en julio de 2003, por Rubén Suárez y Andrés Villar. (Villareto)
- Quijote 4.º Centenario, abierta en recuerdo y celebración del 4.º centenario del genial escritor Cervantes, en octubre de 1985 por Pablo Fadeville, Rubén Suárez y Andrés Villar (Villareto).
- El Último Eslabón, abierta en julio de 2009 por Ramón Figueira, Daniel Herráez y Andrés Villar, (Villareto).
- Factor Humano, abierta a lo largo de dos años rematándola en cumbre en octubre de 2013, por Ramón Figueira, Rubén Suárez y Andrés Villar, (Villareto).

Cara este
- Cepeda (350 m, 6a).
- Pájaro Loco (200 m, 6b).
- Martínez-Somoano (250 m, V+ expo).
- Amistad con el Diablo (200 m, V+ expo).
- Cainejo (260 m, 7b / [6a+, A1]).
- Treparriscos, septiembre de 1985 por Higinio Giraldo y Andrés Villar.
- La Luna, noviembre de 1986, por Paulino Suárez y Andrés Villar.
- Carrusel, en septiembre de 1988.
- Paparruchas, octubre de 1988
- De la que vas Plass, 28 de diciembre de 1988, primera ruta abierta en invernal al Picu Urriellu, por Salvador Muñoz y Andrés Villar.
- Argentino y el Villareto, posiblemente la salida más difícil de la pared este, solo 3 largos que abarcan el desplome final antes de la cima Oriental, abierta por Ramón Figueira y Andrés Villar (Villareto).

- ``Espolón Sur/Este
- Crepúsculo Celta, septiembre de 1985, por Higinio Giraldo y Andrés Villar.

Cara sur
- Nani. (300 m, V+).
- Directa Hermanos Martínez (155 m, V-).
- Invicto y Laureado (160 m, 6a+, obl. 6a).
- Me refugio en la bebida (145 m, 7a, obl. 6c).
- Pecadillu (300 m, 6c, obl. 6b).
- Amanecer Incierto, (V+, A1, 6a, V+, IV) en junio de 1986 por Higinio Giraldo y Andrés Villar.
- Rianoia, (IV+. 6a+, A2/6C, 6b) en junio de 1998 por Cecilio Fernández y Andrés Villar (Villareto)
- Dile al Sol( V+, V, IV+, IV), 185 metros, primera invernal en la vertiente Sur, abierta el día 3 de enero de 2019 por Sergio Pensado y Andrés Villar (Villareto)

El descenso se hace por la cara sur (vía Sur Directa) con cuatro rápeles, tras destrepar parte del Anfiteatro. Es una zona muy descompuesta y hay piedras sueltas.
En la actualidad existen más líneas de descenso, en la vertiente Oeste, por la vía Sagitario y Murciana, con anillas en todas sus reuniones, también hay posibilidades de descenso por la vía Hawái, aunque esta es necesario conocerla bien para aventurarse por ella.
En la pared este por la vía Espejismos de verano una línea muy directa que se inicia en las gradas superiores de la Cepeda.
Hay otras posibilidades por la vertiente sur, pero es imprescindible conocer bien el terreno ya que podemos salirnos de la línea.

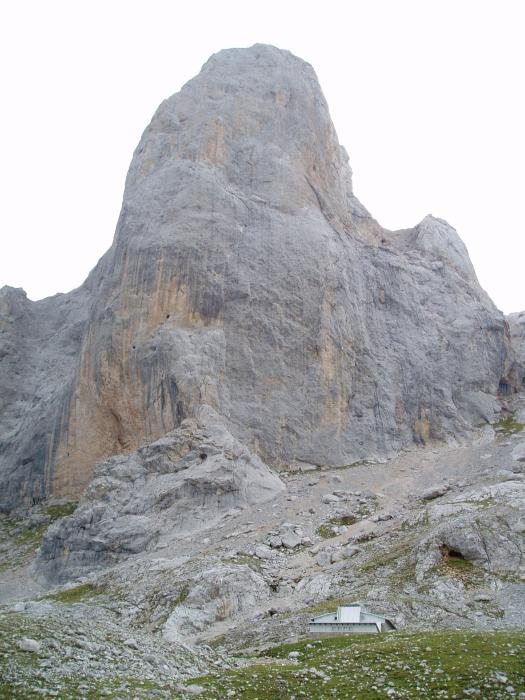
Cara oeste.
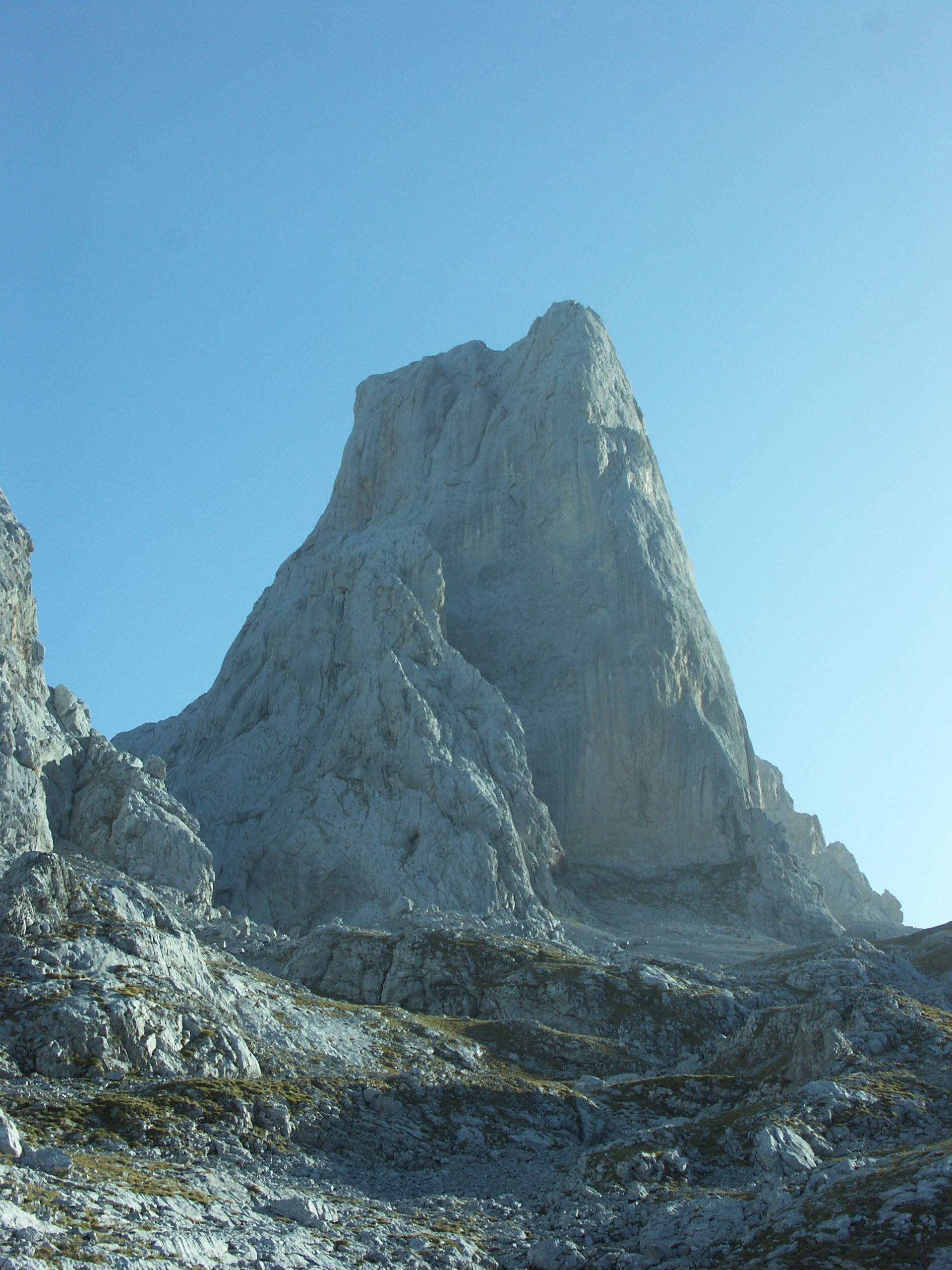
Cara norte.
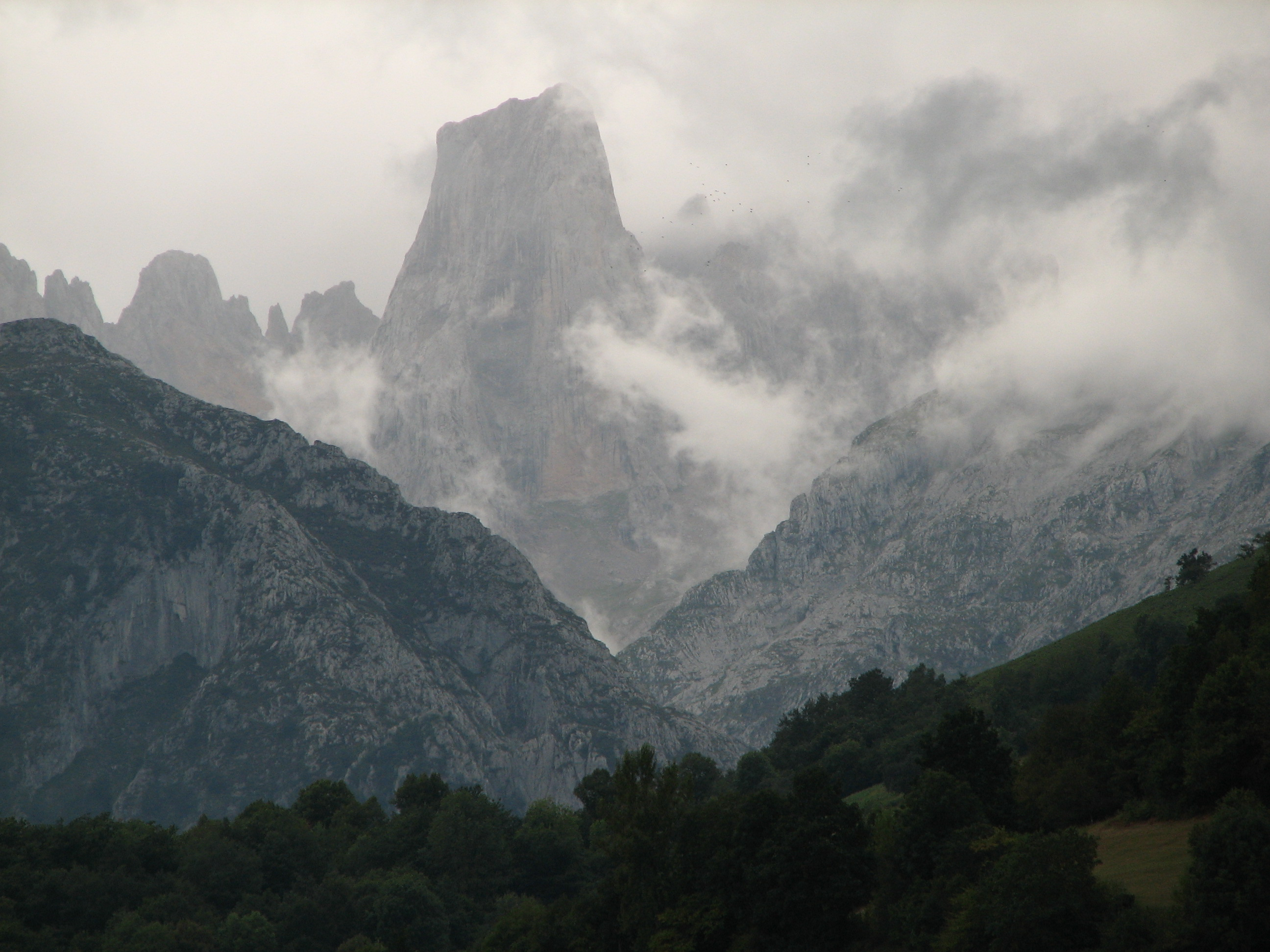
Cara norte.
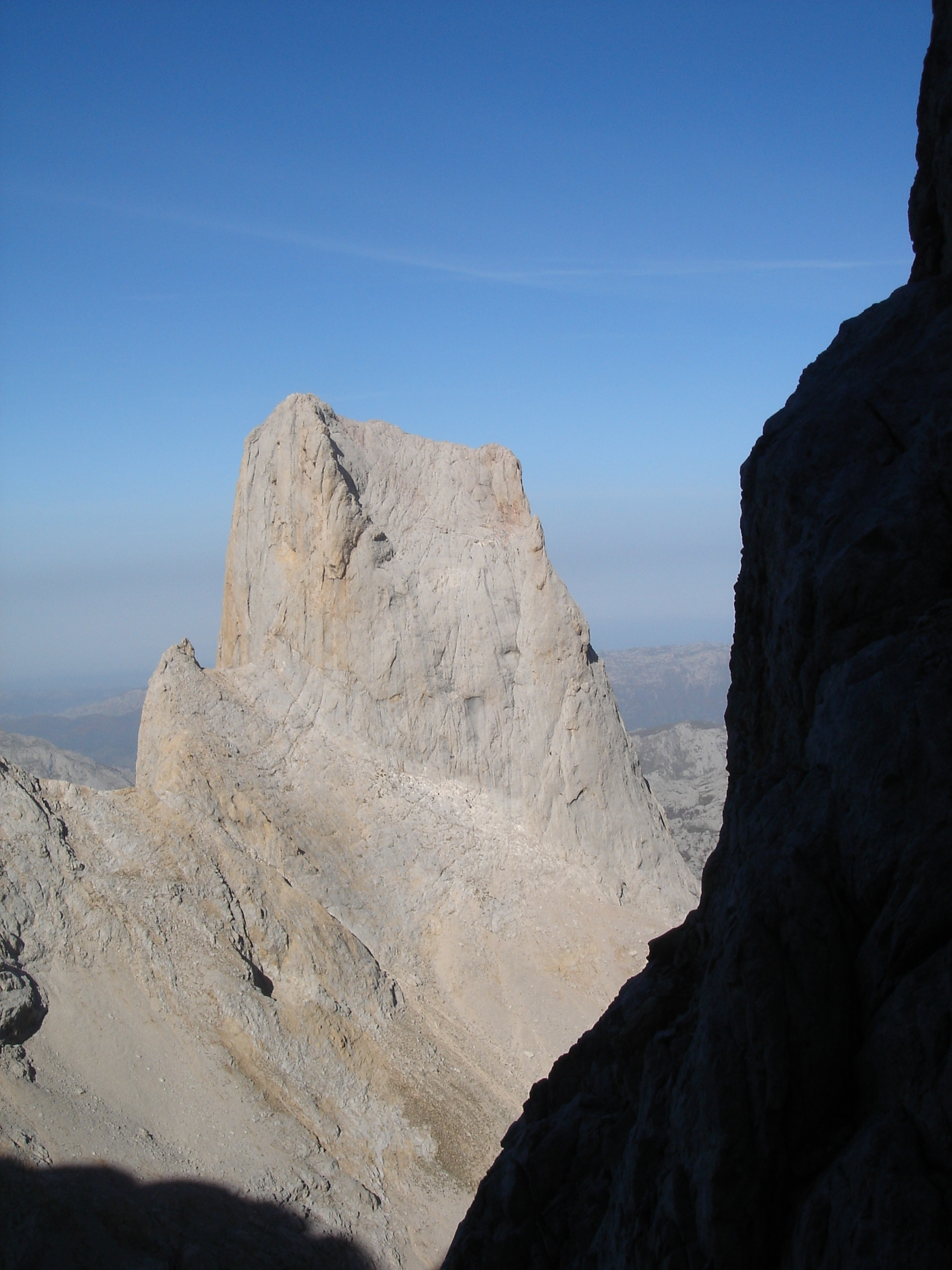
Cara sur.